# رایانه جیبی

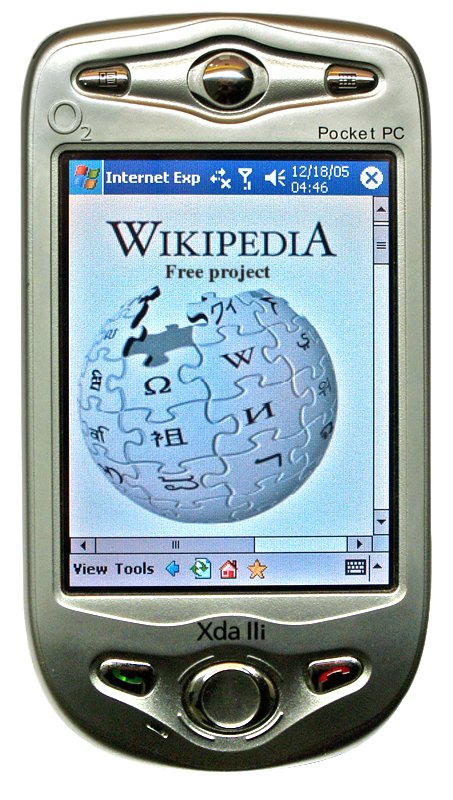
پاکت پی‌سی

پاکت پی‌سی (به انگلیسی: Pocket PC) نوعی رایانه کوچک است که می‌توان آن را در یک دست گرفت، از نظر ابعاد به اندازه یک کتاب کوچک یا ماشین حساب است و جایگزین لپ‌تاپهای سنگین‌تر و گران‌قیمت به‌شمار می‌آید.صفحه لمسی از ویژگی بارز آن‌ها به‌شمار می‌رود.
تقریباً همهٔ پاکت پی‌سی‌ها از سیستم‌عامل ویندوز موبایل استفاده می‌کنند.
داشتن سیستم‌عامل ویندوز و شباهت بیشتر آن به رایانه شخصی، کارآیی بهتر در زمینه صوت و تصویر و در کل مولتی‌مدیا، سازگاری بیشتر با بسته‌های نرم‌افزاری خاص مایکروسافت و در رأس آن آفیس، داشتن چند نرم‌افزار مختلف برای تشخیص دست‌خط، تولیدکنندگان متنوع و... همه از مزایای این دستگاه‌ها می‌باشند .

## برخی امکانات پاکت پی سی
• موبایل ۴ باند:
نسل سوم تلفن‌های همراه (3G) را با دارا بودن سیستم‌عامل ویندوز، کارایی و توانمندی فراتری را نسبت به موبایل‌های موجود جهت برقراری و ساماندهی ارتباطات در اختیار کاربران قرار می‌دهند.
• دوربین ۳ مگاپیکسل:
با بهره‌مندی از توانایی‌های دوربین 3 مگاپیکسلی (همراه فلاش) همواره و در هر لحظه قادر به ثبت عکس و فیلم از لحظه‌های تکرار نشدنی محیط اطراف خواهید بود.
• قابلیت اتصال آسان به اینترنت : 
در محیط آشنای اینترنت اکسپلورر به جستجو در میان سایت‌های مورد علاقه و نیاز خود بپردازید. امکانات اینترنت برای تجار فرصت بررسی لحظه به لحظه تحولات و تغییرات بهای کالاها، وضعیت سهام بورس و اخبار اقتصادی را فراهم می‌کند. (ارتباط از طریق سیم کارت، خط تلفن ثابت یا وای-فای)
• ارسال و دریافت گپ، پیام چندرسانه‌ای، پیامک، ای‌میل:
با برنامه Microsoft Outlook نامه‌های الکترونیکی خود را در هر زمان و مکان دریافت و ارسال نمایید. با همراه داشتن یک پاکت پی‌سی دیگر هیچ نامه‌ای را از دست نخواهید داد.
• ارسال و دریافت فکس :
فکس‌های خود را دریافت کنید، در صورت تمایل با دست خط خود ارسال کنید و هرگاه به دفتر کارتان بازگشتید آن‌ها را از روی حافظه دستگاه برای بایگانی چاپ نمایید.
• برنامه مایکروسافت آفیس :
فایلهایتان را در محیط Excel یا Word یا PowerPoint با سازگاری صد در صد با رایانه‌تان اجرا نمایید.
• قابلیت ارتقاء حافظه: 
قابلیت پذیرش انواع کارتهای حافظه گیگابایتی، به شما امکان می‌دهد که همواره فضای کافی برای ذخیره عکس، فیلم، موسیقی،e-book وبایگانی اطلاعات در دسترس داشته باشید.
• سیستم مکان یاب جهانیGPS:
موقعیت جغرافیایی خود را در هر لحظه و مکان مشاهده کرده و بهترین مسیر را برای رسیدن به مقصد انتخاب نمایید.نقشه‌ای جامع از شهرها و خیابان‌های جهان همیشه همراه شماست.
• اجرای بازی‌های رایانه‌ای، گیرنده تلویزیون و رادیو:
بازی‌های سرگرم‌کننده و دلخواه را همراه داشته باشید و در فرصت‌های مناسب تجربه و مهارت خود را بالا ببرید.
• ضبط و پخش فایل‌های صوتی و تصویری:
با برنامهWindows media player در هنگام استراحت یا در مسیرهای طولانی فایل‌های mp3 یا mp4 را اجراء کرده یا به تماشای فیلم مورد علاقه‌تان با کیفیت DVD بپردازید و از امکانات مالتی مدیا در حرکت نیز لذت ببرید.
• امکان نصب برنامه‌های گوناگون:تفاوتی نمی‌کند زمینه فعالیت و تخصص شما چه باشد، اطمینان داشته باشید نرم‌افزار مناسب و دلخواه خود را در میان صدها برنامه موجود خواهید یافت.انواع برنامه‌های پزشکی، حسابداری، مدیریت، بازرگانی، آموزشی، فنی و مهندسی، دیکشنری و...در دسترس شماست.
• لوازم جانبی:
طیف وسیعی از لوازم جانبی، امکانات و سهولت کار با این دستگاه‌ها را دو چندان می‌کند.کی برد، مودم هایBluetooth جهت ارتباط با اینترنت از طریق خطوط تلفن ثابت، خروجی صدا و تصویر به video projection یا نمایشگرهای بزرگ، شارژهای مسافرتی و کیف‌های گوناگون جهت محافظت و زیبایی بیشتر دستگاه‌ها همه در دسترس شماست.

## کاربردهای پاکت پی سی جهت مشاغل گوناگون
• بازرگانان و مدیران :
تنظیم قرارهای ملاقات، دریافت و ارسال E-mail و فکس، مجموعه برنامه‌های Microsoft Office، تهیه نامه‌های تجاری و نمایش کالاها به صورت pdf، ضبط صوتی و تصویری مذاکرات وجلسات...
• پزشکان و پرستاران :
نصب انواع نرم‌افزارهای پزشکی و دارویی، تشخیص بیماری، تشکیل پرونده بیماران به صورت دیجیتالی، صدور نسخه به صورت Text، یا Handwriting، ذخیره عکس بیماران...
• مهندسان و طراحان :
نصب و اجرای برنامه و فایل‌های AutoCAD، ماشین حساب‌های مهندسی با امکان رسم نمودار...
• حسابداران :
نرم‌افزارهای حسابداری سازگار با windows Mobile، برنامه Excel
• دانشگاه‌ها و موسسات آموزشی :
نصب انواع نرم‌افزارهای آموزشی، کتابهای الکترونیک، دیکشنری، نمایش اسلاید وفیلم، ضبط و پخش صدا(voice Record) و تصویر کلاس‌ها و سمینارها...
• آژانس‌های املاک :
جستجو و نمایش سریع فایل‌های املاک و آپارتمان‌ها به صورت عکس و فیلم، ثبت درخواست متقاضیان...
• شرکت‌ها ی پخش و بازاریابی :
نمایش عکس و فیلم محصولات به صورت دیجیتال، لیست قیمت کالاها و امکان ثبت سفارش و صدور فاکتور...
• رستوران‌ها :
دریافت سفارش و ارسال همزمان به صندوق و آشپزخانه، کنترل انبار
• شرکت‌های حمل و نقل :
کنترل مسیر و موقعیت جغرافیایی ناوگان حمل و نقل در هر زمان